# ジョルジェ・ペトロヴィッチ (1999年生のサッカー選手)
ジョルジェ・ペトロヴィッチ（Đorđe Petrović (セルビア語: Ђорђе Петровић、1999年10月8日 - ）は、セルビア・ポジャレヴァツ出身のサッカー選手。プレミアリーグ・ボーンマス所属。セルビア代表。ポジションは、ゴールキーパー。

## 経歴
母国セルビアのFKチュカリチュキでプロキャリアをスタートさせた。2022年4月からはメジャーリーグサッカー・ニューイングランド・レボリューションプレイし、在籍初年度からMLS年間最優秀GK候補で2位になるなど活躍を見せた。2023シーズンは22試合に出場し、MLSオールスターゲームのメンバーにも選出されている。
2023年8月26日、チェルシーFCに移籍した。1年の延長オプション付きの7年契約で、移籍金は1400万ポンドとみられている。加入直後はロベルト・サンチェスの控えにとどまるも、第16節エヴァートンFC戦でサンチェスが負傷退場すると、以降はレギュラーの座を確保。サンチェス復帰後もポジションを譲らず、結果リーグ戦23試合に出場した。
2024-25シーズンは前年と一転、新たに監督に就任したエンツォ・マレスカがGKに足元の技術を求め、サンチェスや新加入のフィリップ・ヨルゲンセンを優遇したため、自身は構想外となり、2024年8月30日にRCストラスブールへ期限付き移籍することが発表された。
2025年7月16日、ボーンマスに5年契約で移籍した。